# Andrea (chanteuse)
Pour l’article homonyme, voir Andrea.
Andrea, de son vrai nom Teodora Rumenova Andreeva, est une chanteuse de chalga très populaire en Bulgarie. Elle chante plusieurs de ses titres avec le chanteur roumain Costi Ionita.

## Biographie
Teodora Rumenova Andreeva  (en cyrillique:Теодора Руменова Андреева) est née le 23 janvier 1987 à Sofia où elle a grandi. Elle gagna le titre de miss Sofia 2002 à l'âge de 15 ans. À 17 ans, elle signait un contrat avec l'agence de top models Xground . Elle sortit son premier album en 2008.
Tout comme Kamelia, elle a, depuis, eu l'occasion de poser pour la version bulgare de Playboy.
Elle est fiancée à Kubrat Pulev, qu'elle fréquente depuis 2006.

## Discographie
Ogan v kravta (Feu dans le sang) en 2008.
- 1. Falshivo shtastie
- 2. Ogan v kravta
- 3. Bez teb
- 4. Hladna nezhnost
- 5. Nyama te
- 6. Do kraya
- 7. Krasiva lazha
- 8. Dali shte mozhesh
- 9. Kato nepoznat
- 10. Chast ot sartseto mi
- 11. Spomen
- 12. Ne sam takava
- 13. Iskay me
- 14. Strah

Men si tarsil (C'est moi que tu as cherché) en 2009.
- 1. Men si tarsil
- 2. Moyata poroda (duo avec Geo Da Silva)
- 3. Samo moy (duo avec Costi Ioniță)
- 4. Day mi vsichko
- 5. Izbiram teb (trio avec Costi Ioniță, Buppy)
- 6. Predlozhi mi
- 7. Upotrebena / Épuisé (duo avec Costi Ioniță)[1]
- 8. V men (duo avec Costi Ioniță)
- 9. Nyamam prichina
- 10. Nay-velik

Andrea en 2010
- 1. S teb da badem pak
- 2. Lyubovnik
- 3. Neblagodaren
- 4. Blyasak na kristali / L'Éclat du cristal (duo avec Galena)[2]
- 5. Dokosvay me
- 6. Lazha go s tebe
- 7. Izlazhi me
- 8. Ne gi pravi tiya raboti (duo avec Iliyan)
- 9. Da se varnesh
- 10. Kasay etiketa
- 11. Varhu men
- 12. Hayde, opa

Losha en 2012
- 1. Losha
- 2. Dokray
- 3. Edno (duo avec Boris Dali)
- 4. Ne eks (duo avec l'Orchestre Kristali)
- 5. Ne ti go kazvam
- 6. Iskam teb
- 7. Skitnitsite (duo avec Stephano)
- 8. Preday se (duo avec Boris Soltariyski)